# コンシューマー・エレクトロニクス・ショー

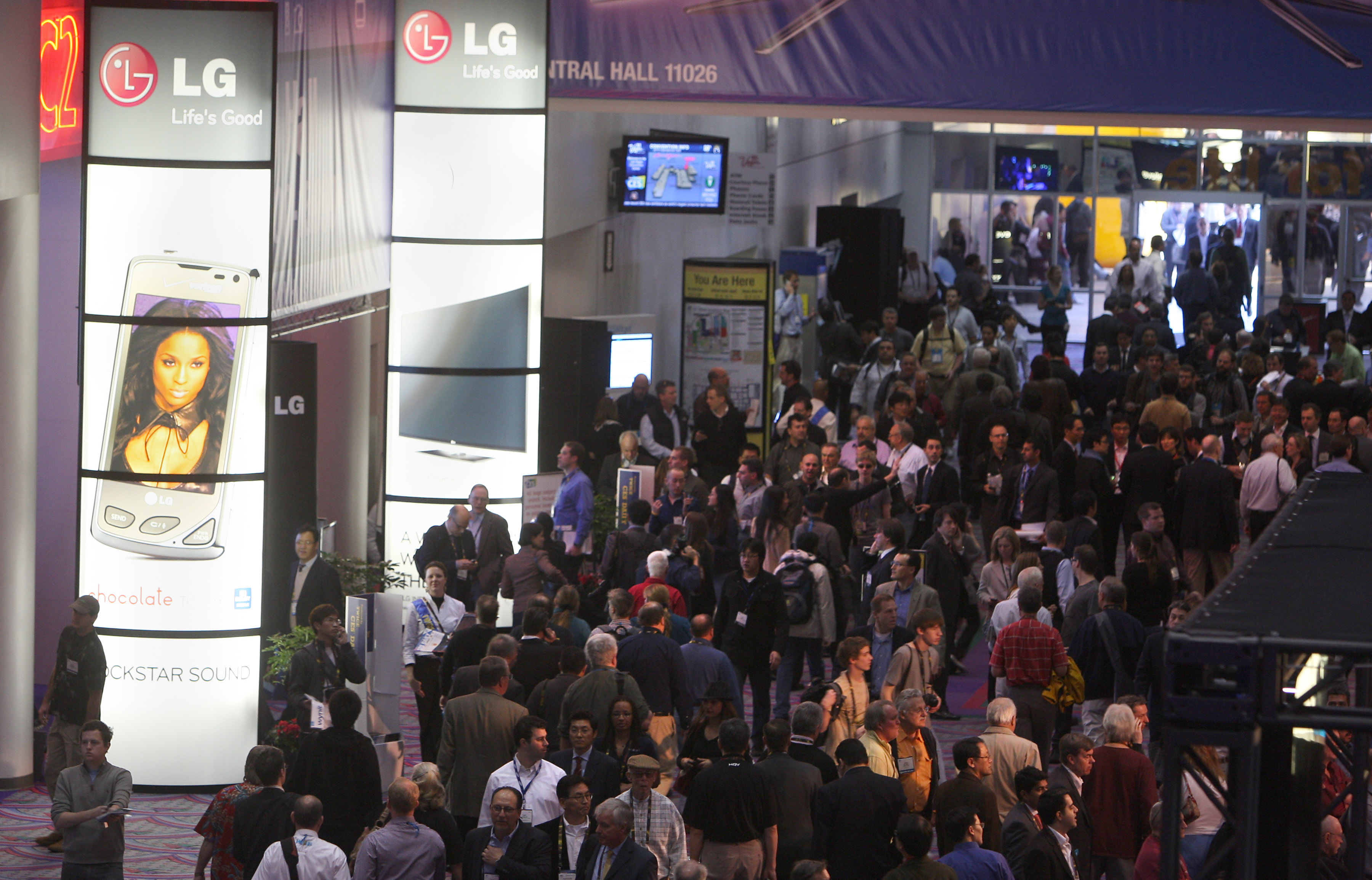
LG電子の展示周辺を歩く参加者 CES 2010にて

CES（シーイーエス）は、毎年1月、全米民生技術協会（Consumer Technology Association、CTA）が主催し、ネバダ州ラスベガスで開催される電子機器の見本市である。業界向けの見本市で、一般への公開はされていない。展示会には多くの新製品が出品され、プロトタイプ（試作品）も多い。当初から長らく名称はConsumer Electronics Showだった。現在、CESではConsumer Electronics Showとして紹介しないように公式に記している。
ラスベガス・コンベンションセンターを中心として開催され、一部の特定分野は別会場となっている。

## 歴史
第1回は1967年6月、ニューヨークで開催された。
1978年から1994年までCESは、ラスベガスで1月に開催されるWinter Consumer Electronics Show (WCES)とシカゴで6月に開催されていたSummer Consumer Electronics Show (SCES)の年に2回開催されていた。
1995年からラスベガスで1月に年に1回だけ開催されるようになった。ラスベガスでも最大規模の見本市の1つである。

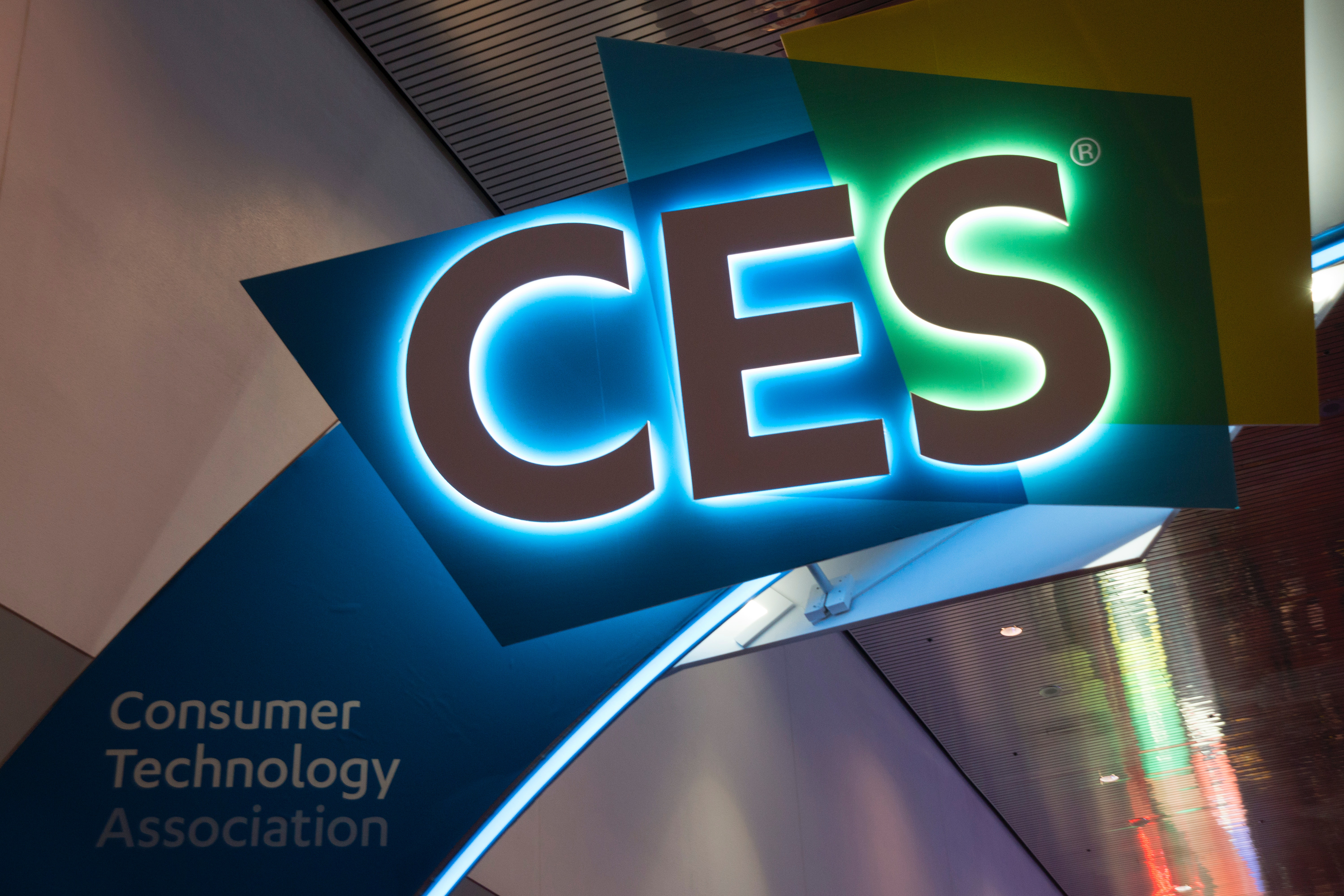
CESのロゴ

## ハイライト

### 2005年
2005年は、1月6日から1月9日まで開催された。マイクロソフト会長であったビル・ゲイツの基調講演ではデモ用マシンが不調となって失敗するという波乱の幕開けとなった。
サムスン電子は102インチのプラズマテレビを公開した。

### 2006年
2006年は、1月5日から1月8日に開催された。ビル・ゲイツや他の業者の基調講演の主要テーマはHDTVであった。HD DVD と Blu-ray Disc の競合が目を引く中で、最初のHDの映画タイトルがリリースされ、最初のHDプレイヤーも発表された。フィリップスは電子ペーパーのプロトタイプを展示した。
参加者は15万人を越え、会場面積は全部で167万平方フィートとなり、アメリカ最大のエレクトロニクス系イベントとなった。

### 2007年
通常、木曜日から週末にかけて開催されていたが、この年は月曜日から木曜日の開催（1月8日から1月11日）となった。ビル・ゲイツは基調講演を前夜に行った。通常の基調講演は全米家電協会のCEO Gary Shapiro、モトローラのCEO Ed Zander らが行った。
Windows Vista と DirectX 10 のゲーム展示では、Age of Conan と CRYSIS がデモ展示された。

### 2008年
2008年は、1月7日から1月10日に開催された。ビル・ゲイツは基調講演でマイクロソフトでの日常業務からの正式な引退を表明した。発表の中でゲイツは彼のマイクロソフトでの一日を長めのコメディ仕立ての寸劇で披露し、その中でジェイ・Z、ジョン・スチュワート、Brian Williams、スティーヴン・スピルバーグ、ボノ、バラック・オバマ、ヒラリー・クリントン、ジョージ・クルーニー、マシュー・マコノヒーがカメオ出演した。その脚本は脚本家のストライキが発生する前に全米脚本家組合のメンバーが書いたとされている。
パナソニックは、150インチのプラズマテレビと50インチで iPhone 並みに薄いプラズマテレビで注目を集めた。
HD DVDとBlu-ray Discの競合も目を引いたが、直前にワーナー・ブラザースがBlu-ray Disc単独支持を表明したことで、両陣営のブースは対照的となった。Blu-ray Discのブースは大賑わいを見せる一方で、HD DVDのブースは閑古鳥が鳴く有様であった。

### 2019年
1月上旬に開催。「フードテック」や「スマートキッチン」といった「食」の先端技術に関する展示が目立った。

### 2021年
COVID-19の感染拡大の影響により、完全オンラインでの開催となった。
CESの運営はオンライン開催に当たり、数万人の参加にも堪えうるプラットフォームとして多くのビデオ会議サービスを検討し、最終的にMicrosoftTeamsを使用することを決めた。出展企業の場合、デジタル会場は2月15日までの30日間残ったままとなる。
2021年1月12日、ビリー・アイリッシュがライブデジタルパフォーマンスを予定している。またライアン・シークレストはビリー・アイリッシュとデュア・リパとともに、デジタル公演についてのトークセッションを予定している。

### 2025年
AIやフードテック、ウェアラブルデバイスによる心身データの可視化に関する出品が多く、また「Human Centric（人間中心）」という言葉も多く聞かれたという。

## 主な製品発表
CESで発表された製品や技術には、以下のようなものがある。
- 調理ロボット（2019年）
- ハードディスクレコーダー（1999年）
- HDTV（1998年）
- DVD（1996年）
- バーチャルボーイ（1995年）
- CD-i（1991年）
- ファミリーコンピュータ（1985年）
- コモドール64（1982年）
- コンパクトディスク (CD) プレーヤー（1981年）
- カムコーダ（1981年）
- 家庭用ゲーム機 ポン（アタリ、1975年）
- レーザーディスクプレイヤー（1974年）
- ビデオテープレコーダ（1970年）